# 日本国憲法第61条
日本国憲法 第61条 （にほんこく（にっぽんこく）けんぽう だい61じょう） は、日本国憲法の第4章にある条文で、条約の承認に関する衆議院の優越について規定している。

## 条文
日本国憲法、e-Gov法令検索。

第六十一条条約の締結に必要な国会の承認については、前条第二項の規定を準用する。

## 沿革

### 大日本帝国憲法
東京法律研究会 p.7

第十三條天皇ハ戰ヲ宣シ和ヲ講シ及諸般ノ條約ヲ締結ス

### 憲法改正要綱
「憲法改正要綱」、国立国会図書館「日本国憲法の誕生」。

六第十三条ノ規定ヲ改メ戦ヲ宣シ和ヲ講シ又ハ法律ヲ以テ定ムルヲ要スル事項ニ関ル条約若ハ国ニ重大ナル義務ヲ負ハシムル条約ヲ締結スルニハ帝国議会ノ協賛ヲ経ルヲ要スルモノトスルコト但シ内外ノ情形ニ因リ帝国議会ノ召集ヲ待ツコト能ハサル緊急ノ必要アルトキハ帝国議会常置委員ノ諮詢ヲ経ルヲ以テ足ルモノトシ此ノ場合ニ於テハ次ノ会期ニ於テ帝国議会ニ報告シ其ノ承諾ヲ求ムヘキモノトスルコト

### GHQ草案
「GHQ草案」、国立国会図書館「日本国憲法の誕生」。

#### 日本語
第六十五条
内閣ハ他ノ行政的責任ノホカ（略）
外交関係ヲ処理スヘシ
公共ノ利益ト認ムル条約、国際規約及協定ヲ事前ノ授権又ハ事後ノ追認ニ依ル国会ノ協賛ヲ以テ締結スヘシ（略）

#### 英語
Article LXV.
In addition to other executive responsibilities, the Cabinet shall:
Conduct foreign relation;
Conclude such treaties, international conventions and agreements with the consent of the Diet by prior authorization or subsequent ratification as it deems in the public interest;

### 憲法改正草案要綱
「憲法改正草案要綱」、国立国会図書館「日本国憲法の誕生」。

第五十六条約、国際約定及協定ノ締結ニ要スル国会ノ協賛ニ付テモ亦前記第五十五第二項ニ準ズルコト

### 憲法改正草案
「憲法改正草案」、国立国会図書館「日本国憲法の誕生」。

第五十七条条約の締結に必要な国会の同意については、前条第二項の規定を準用する。

### 帝国憲法改正案
「帝国憲法改正案」、国立国会図書館「日本国憲法の誕生」。

第五十七条条約の締結に必要な国会の承認については、前条第二項の規定を準用する。